# John Miers
Pour l’article homonyme, voir Miers (homonymie).
John Miers est un botaniste et un ingénieur britannique, né le 25 août 1789 à Londres et mort le 17 octobre 1879.

## Biographie
Il travaille et voyage en Amérique du Sud de 1819 à 1838. Miers décrit de nombreuses espèces de ce continent. Il est membre de la Royal Society en 1843.
Il est notamment l’auteur de :
- Travels in Chile and La Plata, etc. (deux volumes, Londres, 1826).
- Illustrations of South American Plants (Londres, 1846).
- Contributions to Botany, iconographic and descriptive, detailing the characters of plants that are either new or imperfectly described, etc. (trois volumes, Londres, 1851-1871).
- On the Apocynaceae of South America: with some preliminary remarks on the whole family.... Ed. Williams and Norgate, London. 1878.

John Lindley (1799-1865) lui dédie le genre Miersia de la famille des Alliaceae en 1826.